# NGC 1992
NGC 1992 (również PGC 17466) – galaktyka spiralna (S0-a), znajdująca się w gwiazdozbiorze Gołębia. Odkrył ją John Herschel 19 listopada 1835 roku.